# アン・コート
アン・コート（Anne Koedt、1941年 - ）は、デンマークで生まれた、アメリカ合衆国のラディカル・フェミニストで、ニューヨークを拠点とし、女性の性（セクシュアリティ）についてフェミニズムの立場から著された古典的エッセイとされている「膣オーガズムの神話」の著者である。コートは1972年に、シュラミス・ファイアストーンに代わって『Notes From the Third Year』の編集長となった。一部のフェミニストたちは、この交代によって、それまで紙面を占めていた、より極端にラディカルなフェミニズムの主張が、このシリーズ第3号から締め出されるようになったと考えている。
コートが1969年12月に出した「Politics of the Ego, A Manifesto for New York Radical Feminists」は『Notes from the Second Year』が初出で、後にアンソロジー『Radical Feminism』に収録された。このマニフェストから抜粋された数ページの文章は、1989年にニューヨーク・ラディカル・フェイニスツの私書箱が閉鎖されるまで、NYRFのパンフレット「Introduction to New York Radical Feminists」の一部として広く流布し続けた。

## おもな著作
- The Myth of the Vaginal Orgasm, 1968 and 1970
  - 日本語訳：（ウルフの会・訳）「膣オーガズムの神話」『女から女たちへ : アメリカ女性解放運動レポート』合同出版、1971年
- Anne Koedt, Ellen Levine, and Anita Rapone (eds.) Radical Feminism, Times Books (October 1973) ISBN 978-0-8129-6220-8
- "Lesbianism and Feminism" 1971